# Mochlozetes maximus
Mochlozetes maximus är en kvalsterart som först beskrevs av Ewing 1908.  Mochlozetes maximus ingår i släktet Mochlozetes och familjen Mochlozetidae. Inga underarter finns listade i Catalogue of Life.